# Osmoderma
Osmoderma ist eine Gattung der Blatthornkäfer aus der Unterfamilie der Rosenkäfer mit etwa 14 Arten. Bekannteste Art ist der in Mittel- und Westeuropa weit verbreitete, aber seltene Eremit (Osmoderma eremita). Die Gattung ist in Europa und dem angrenzenden Westasien bis zum Kaukasus, im nördlichen Ostasien und im östlichen Nordamerika verbreitet.

## Beschreibung
Osmoderma-Arten sind immer große Blatthornkäfer, ihre Mindestgröße sind 14 Millimeter. Sie sind im Allgemeinen wenig kontrastreich von braun bis schwarz gefärbt, manchmal mit Metallschimmer. Ihr Körperumriss ist breit oval, der Rumpf ist auf der Oberseite abgeflacht.
Von den verwandten Gattungen sind sie an folgenden Merkmalen unterscheidbar: Am Kopf ist der Clypeus am Vorderrand gleichmäßig gerundet, ohne Kerbe. Die Mandibeln sind immer kurz, die Unterkiefertaster (Maxillarpalpen) kurz und dick, ihr erstes Segment am kürzesten, zweites und drittes etwa gleich lang, das vierte am längsten. Der Vorderrand des Pronotum ist häutig, das Pronotum etwas schmaler als die Elytren (Flügeldecken). Das Schildchen (Scutellum) ist langgestreckt dreieckig. Die Elyten sind relativ breit und parallelseitig. Auf der Unterseite des Rumpfs trägt das Mesosternum vorn keinen Vorsprung. Die Schienen (Tibien) der Vorderbeine tragen auf ihrer Außenkante drei Zähne, diejenigen der Hinterbeine im Spitzenabschnitt drei Sporne.
Die Arten der Gattung zeichnen sich durch einen markanten Geschlechtsdimorphismus aus. Beim Männchen ist der Kopf in der Mitte grubenartig vertieft, die Ränder des Clypeus stark erhoben mit einem deutlichen Vorsprung an der Antennenbasis. Das Pronotum ist deutlich skulpturiert, mit einer Mittelfurche, das Pygidium hinten abgerundet und nach unten gebogen. Aedeagus und Parameren sind kurz und gedrungen, die Parameren etwas länger. Beim Weibchen ist der Kopf oben flach, der Rand des Clypeus nicht gehoben. Die Oberseite (Scheibe) des Pronotum ist wenig skulpturiert und glänzender, kann aber deutlich punktiert sein. Das Pygidium ist nicht gebogen. Meist sind auch die Zähne an den Vordertibien länger und spitzer.

## Phylogenie, Taxonomie, Systematik

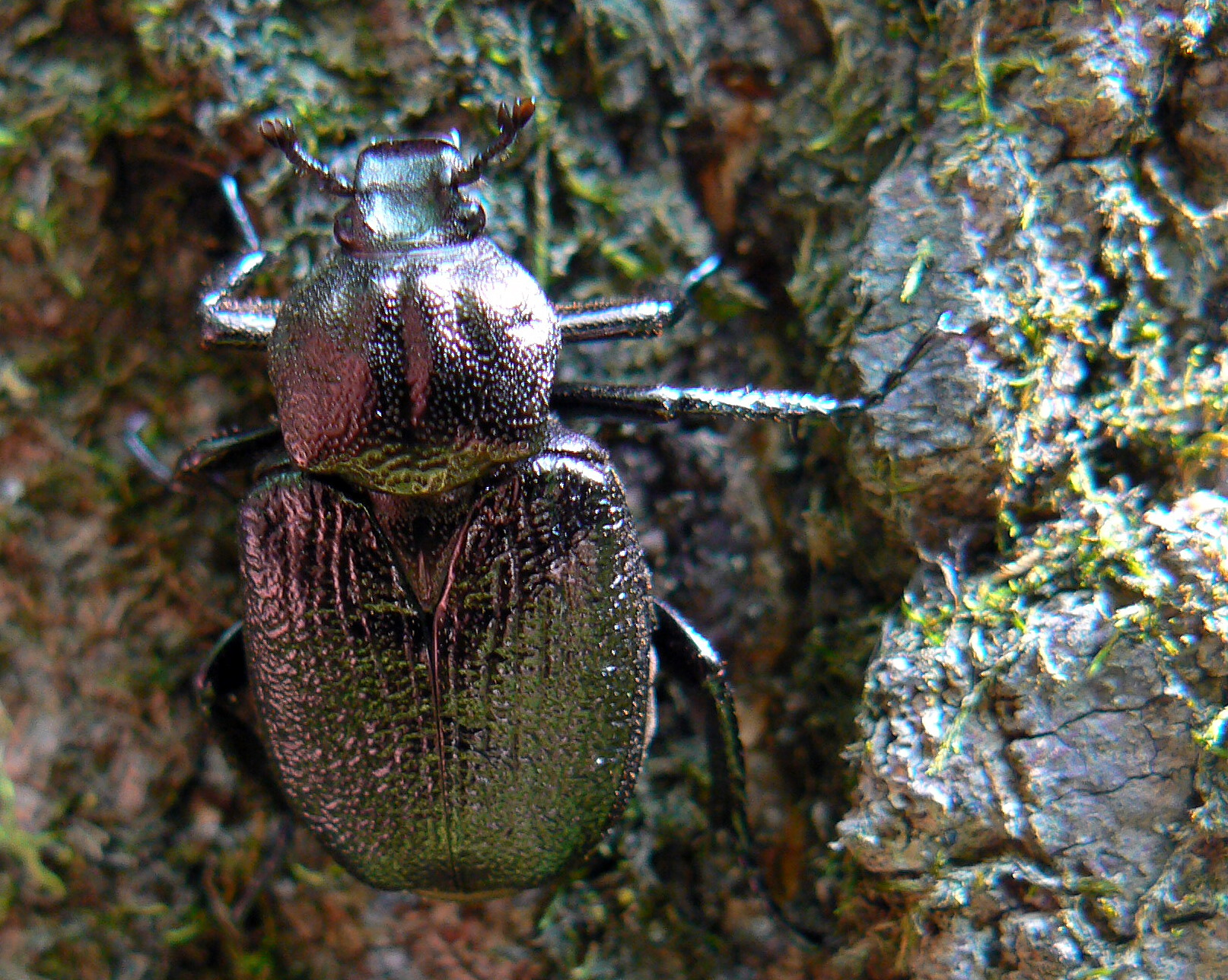
Osmoderma scabra

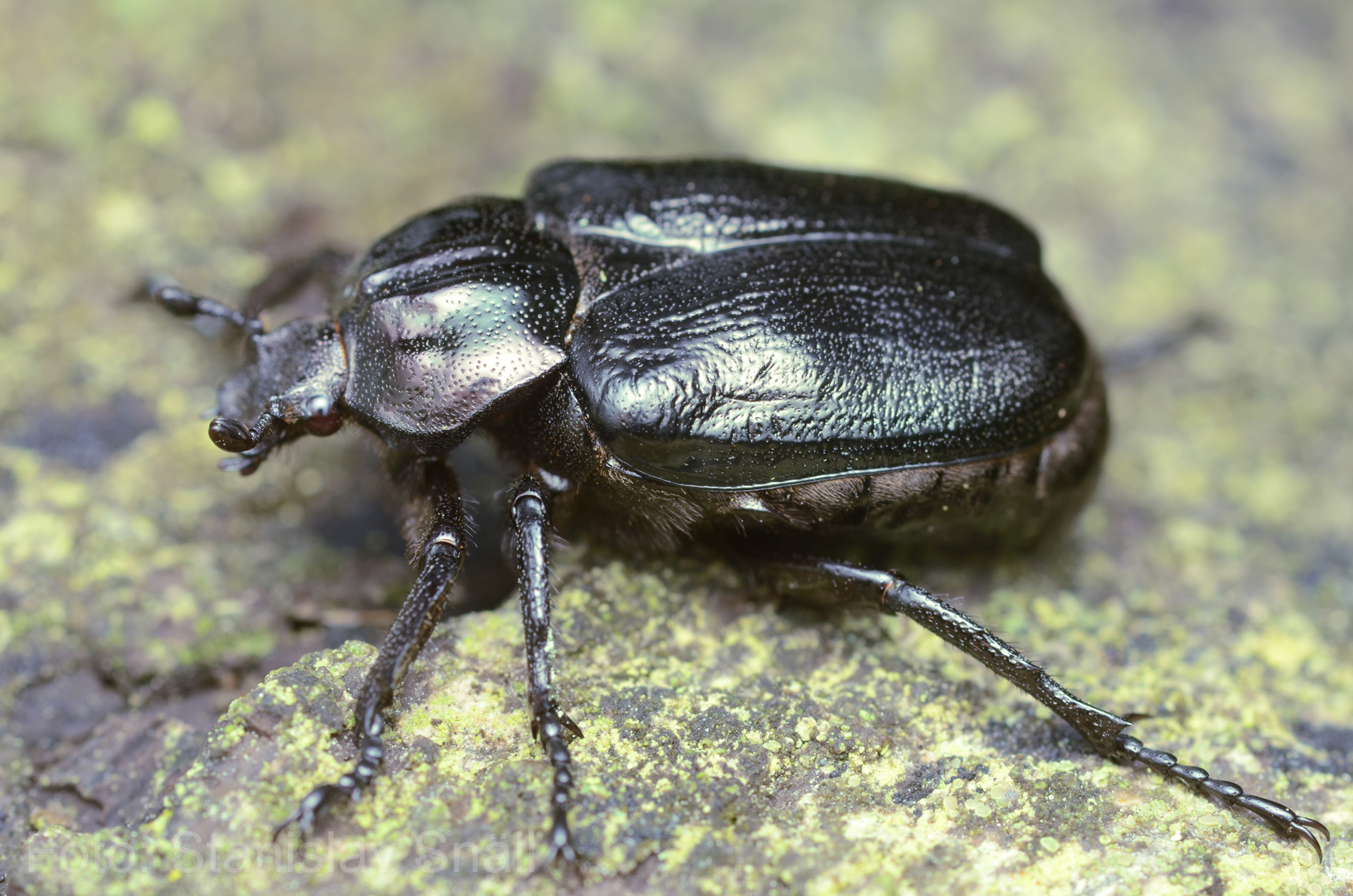
Osmoderma eremita, der Eremit

Die Gattung wurde von Amédée Louis Michel Le Peletier und Jean-Guillaume Audinet-Serville in ihrer Bearbeitung der Encyclopédie méthodique,  Histoire naturelle: Insectes, Band 10, ursprünglich als eine Untergattung der Gattung Trichius, erstbeschrieben (der Band ist datiert 1825, aber tatsächlich erst 1828 veröffentlicht worden). Typusart ist Scarabaeus eremita, heute Osmoderma eremita. Um den Namen gab es eine gewisse Unsicherheit, weil William Kirby 1827, und damit ein Jahr früher, die Untergattung Gymnodus von Trichius beschrieben hatte, die ebenfalls auf dem Eremit als Typusart beruhte. Zwar ist Kirbys Name von den folgenden Coleopterologen meist als Synonym behandelt worden und kann damit als vergessener Name (Nomen oblitum) gelten. Zur Sicherheit beantragten aber 2006 einige Forscher die formelle Festschreibung des Namens Osmoderma, worin ihnen die ICZN folgte. Die sehr auffallenden Käfer waren bereits den frühesten Entomologen bekannt. Carl von Linné bildete aufgrund eines Stichs im Werk von August Johann Rösel von Rosenhof bereits einen Käfer der Gattung ab, ordnete ihn aber irrtümlich als Männchen seiner Art Scarabaeus nobilis (heute Gnorimus nobilis) zu.
Traditionell wurde Osmoderma innerhalb der Rosenkäfer der Tribus Trichiini zugeordnet, in der sie allein oder mit einer anderen Gattung eine Subtribus Osmodermatina bildete., alternativ sahen andere sie auch als Tribus Osmodermatini in der Unterfamilie Trichiinae. Im Jahr 2016 wurde in einer phylogenomischen Arbeit gezeigt, dass diese Zuordnung vermutlich falsch war. Demnach sind die Trichiini in traditioneller Umschreibung polyphyletisch. Stattdessen ergab sich für Osmoderma eine basale Stellung innerhalb der Cetoniini. Die Gattung gehört also zu den „echten“ Rosenkäfern, ist aber anders als diese nicht farbenprächtig oder metallisch schillernd gefärbt.
Innerhalb der Gattung gab es lange Unsicherheit über die europäischen Arten. Lange Zeit war vorherrschende Auffassung, alle europäischen Vorkommen in einer weit gefassten Art Osmoderma eremita zu vereinigen. Der französische Forscher Pierre Tauzin zeigte dann, das es darin mehrere, morphologisch unterscheidbare Gruppen gibt, die vielfach schon früher als Arten beschrieben worden waren, aber dann von anderen synonymisiert oder als Unterarten aufgefasst worden waren. Die von Tauzin vorgeschlagene Emendation verschiedener Artnamen aufgrund einer anderen Deutung des Gattungsnamens (z. B. Osmoderma eremitum) konnte sich hingegen nicht durchsetzen. Die genetische Untersuchung der entsprechenden Taxa konnte 2008 die Aufsplittung bestätigen. Angenommen wird eine Aufspaltung einer Stammart während der Eiszeiten in pleistozänen Refugien im Mittelmeerraum mit anschließender schneller Ausdehnung einiger Linien nach Norden, während andere in ihre Refugialräumen eingeschlossen blieben.

### Arten
Europäische Arten
- Osmoderma eremita (Scopoli, 1763). Typusart der Gattung. Die Art im engeren Sinne ist verbreitet im Westen Europas, von Süd-Schweden über Frankreich (im Südwesten bis zu den Pyrenäen) und Deutschland, die Schweiz und den Westen Österreichs, im Süden in fast ganz Italien (ohne die Inseln) und möglicherweise auf dem Nordwest-Balkan.
- Osmoderma barnabita Motschulsky, 1845 (syn. Gymnodus coriarius Gusakov, 2002, nec. Scarabaeus coriarius De Geer, 1774[8], nach dem Katalog von Löbl und Smetana wäre hingegen Osmoderma coriarium der gültige Name[5]) Unterscheidet sich von Osmoderma eremita unter anderem in der Form des Mitteleindrucks des Pronotum beim Männchen, der nach vorn in ein Grübchen mit erhöhtem Rand verbreitert ist.[2] Nach den genetischen Daten Schwestertaxon von Osmoderma lassallei (und von vielen Autoren nicht von diesem spezifisch unterschieden). Verbreitet im Osten Europas, von Finnland im Norden (nur ein rezenter Fundort)[9] über Polen und das Baltikum, Zentraleuropa und den Balkan, südlich bis Nord-Griechenland, im Osten in der Ukraine und in West-Russland. Die Westgrenze der Verbreitung liegt nach Audisio und Kollegen[7][8] in der Mitte Deutschlands, so dass alle ostdeutschen Vorkommen zu dieser Art gehören würden. Es wurden aber noch keine deutschen Nachweise tatsächlich dieser Art zugeordnet.
- Osmoderma lassallei Baraud & Tauzin, 1991. Sehr ähnlich zu Osmoderma eremita, soll sich bei den Männchen unterscheiden durch eine weniger tief ausgehöhlte Stirn der Männchen mit nur schwach ausgebildeten Höckern an den Fühlerbasen, außerdem sei das Pygidium dicht (nicht spärlich) punktiert.[2] Verbreitet im Süden Griechenlands und in der europäischen Türkei.[7], möglicherweise auch im Süden Bulgariens.[2] Die von Tauzin unterschiedene subsp. septentrionalis ist synonym zu eremita.[8]
- Osmoderma cristinae Sparacio, 1994. Endemit der Insel Sizilien.[7]
- Osmoderma italicum Sparacio, 2000. Endemit von Süditalien. Genetisch sehr ähnlich zu Osmoderma eremita und eventuell nur eine Unterart von diesem.[7] Es sind nur eine Handvoll Fundorte in Kampanien, Apulien, der Basilikata und Kalabrien bekannt. Etwas höher verbreitet (von 600 bis 1600 Meter) und eher an Wälder gebunden als Osmoderma eremita, die sympatrisch vorkommt, aber eher an einzeln stehenden Bäumen.[10]

Westasiatische Arten
- Osmoderma brevipenne Pic, 1904. Verbreitet in Anatolien (asiatische Türkei).[2][8]
- Osmoderma dallieri Pic, 1945 wurde aus der Türkei beschrieben und seitdem nicht wiedergefunden. Nach dem Katalog ein Nomen dubium.
- Osmoderma richteri Medvedev, 1954. Endemit des Kaukasus, Georgien. Es sind nur zwei Weibchen bekannt, gefunden 1895 und 1913.[2]

Ostasiatische Arten
- Osmoderma caeleste Gusakov, 2002 (synonym Osmoderma sikhotense Boucher, 2002). Russischer Ferner Osten (nur Region Primorje), Korea, Nordost-China.[11]
- Osmoderma davidis Fairmaire, 1887. Verbreitet im Osten Russlands, von Burjatien an ostwärts bis zur Region Primorje und im Nordosten und Osten Chinas.[11] Angaben für Korea sind unklar. Die Art wurde lange Zeit irrtümlich als Osmoderma barnabita angegeben. Dies beruht auf einem Fehler von deren Erstbeschreiber Wiktor Iwanowitsch Motschulski (in der wissenschaftlichen Literatur meist als Motschulsky transkribiert). Dieser hatte zuerst das Weibchen aus dem europäischen Russland beschrieben, 1860 dann das vermeintliche Männchen aus der russischen Amurregion. Später stellte sich heraus, dass beide verschiedenen Arten angehören.
- Osmoderma opicum Lewis, 1887. Endemit von Japan.[4] Angaben aus Südkorea sind irrtümlich erfolgt und gehören in Wirklichkeit zu Osmoderma caeleste[12]

Nordamerikanische Arten
- Osmoderma scabra Palisot de Beauvois, 1807. Unterscheidet sich von den anderen Arten der Gattung durch deutlich metallischen Bronzeglanz und rugose Flügeldecken mit drei oder vier deutlichen Furchen. Die Art ist in der Färbung sehr variabel.[2] Verbreitet im Nordosten der USA und im angrenzenden Kanada.[4]
- Osmoderma eremicola Knoch, 1801. Rötlich-braun bis schwarz, schwach metallglänzend. Verbreitet im Nordosten der USA und im Südosten von Kanada.[4]
- Osmoderma subplanata Casey, 1915. Verbreitet im Mittleren Westen der USA, in Kanada in Ontario und Québec.[4]